# Geomantie

16 geomantických čísel

Geomantie je metoda věštění, která interpretuje znaky na zemi nebo vzory vytvořené půdou, skalami nebo pískem a podobně. Tradiční forma zahrnuje interpretaci 16 náhodně vzniklých struktur, rekurzi následovanou další analýzou, často doplněnou astrologickými interpretacemi.
Geomantie je vědeckou komunitou a skeptiky odmítána jako pověra. Některá pracoviště jí však věnují pozornost.

## Historie a současnost
Geomantie byla jedna z nejpopulárnějších forem věštění po celé Africe a Evropě, zejména během středověku a renesance,byla praktikována lidmi všech společenských tříd. V renesanční magii byla geomantie klasifikována jako jedno ze sedmi „zakázaných umění“, spolu s nekromancií, hydromancií, aeromancií, pyromancií a chiromancií a spatulamancií.
Podle pohledu moderní evropské geomantie je celá země pokryta sítí energetických čar (pásů) či mřížek. Tento systém je nazývaný různě, různými autory například „Curryho pásy“, „Hartmanova mříž“ atd. Geomantie se pokouší pseudovědeckými a ezoterickými postupy o popis vlastností míst a neznámých sil s údajnými pozitivními účinky (například tvar pyramidy) a s negativními účinky (například Geopatogenní zóna). Považuje se za „celostní“ popisnou přírodní vědu. Také vyhledává pozitivní místa v městské zástavbě i krajině, a tím se snaží najít místo pro harmonické a zdravé bydlení a život. Moderní geomantie se také pokouší sjednotit více nauk založených na věštění z krajiny, půdy a podobně. Tím se vzdálila od původního arabského věštícího systému a odpovídá spíše čínskému Feng Shui.
Geomantií postulované vlastnosti míst jsou z vědeckého hlediska nemožné. Všechny dvojitě zaslepené experimenty a správně kontrolované studie používaných praktik (z nichž je nejznámější proutkaření), kterými se přezkoumávají nejrůznější tvrzení geomantie, jsou podle očekávání negativní. Mřížka a line systémy a jejich „energetické toky“ nebyly nikdy zjištěny fyzikálními měřicími přístroji.

## Feng-šuej
V Číně jsou prvky geomantie obsaženy ve filosofii a v principech feng-šuej, v Indii ve obdobném systému s názvem Vástu šástra, které ze vzájemné polohy řek, pahorků a pod., ale i stromů, určují vhodnost místa pro obydlí, hrob a pod. Ottův slovník naučný uvádí, že tato pověra byla hlavní překážkou pronikání evropské civilizace do Číny (stavění železnic, telegrafů a jiné).